# Didymocarpus tristis
Didymocarpus tristis är en tvåhjärtbladig växtart som beskrevs av William Grant Craib. Didymocarpus tristis ingår i släktet Didymocarpus och familjen Gesneriaceae. Inga underarter finns listade i Catalogue of Life.